# Ramie Nuevo
Ramie Nuevo är en ort i Mexiko.   Den ligger i kommunen José Azueta och delstaten Veracruz, i den sydöstra delen av landet, 400 km öster om huvudstaden Mexico City. Ramie Nuevo ligger 52 meter över havet och antalet invånare är 151.
Terrängen runt Ramie Nuevo är platt, och sluttar österut. Runt Ramie Nuevo är det ganska glesbefolkat, med 24 invånare per kvadratkilometer. Närmaste större samhälle är Playa Vicente, 14,7 km sydväst om Ramie Nuevo. Omgivningarna runt Ramie Nuevo är en mosaik av jordbruksmark och naturlig växtlighet.